# لارابيتزو
بلدية لارابيتزو (بالإسبانية: Larrabetzu)‏ هي بلدية تقع في مقاطعة بيسكاي, التي تقع في منطقة الباسك شمالي إسبانيا.

## أعلام
- فيسنتي بلانكو

## وصلات خارجية
- (بالإسبانية)